# József Törley

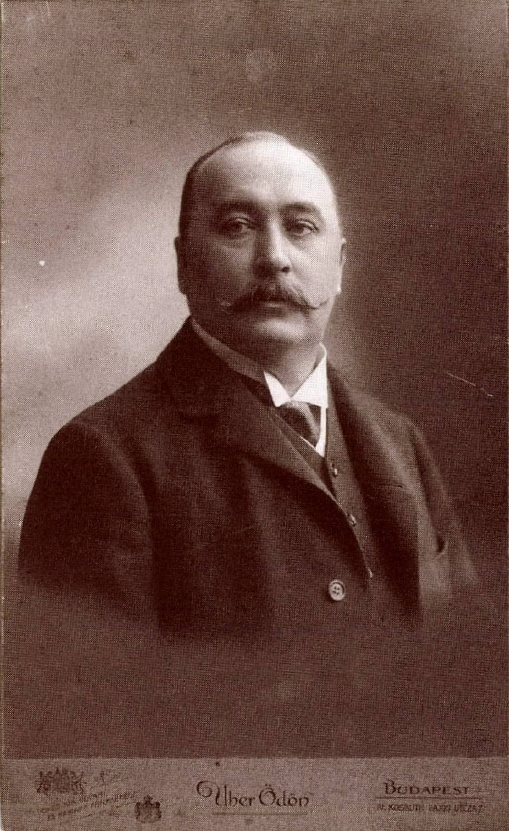
József Törley

József Törley von Csantavér (* 10. Januar 1858 in Szabadka; † 28. Juli 1907 in Ostende) war ein ungarischer Schaumweinfabrikant.

## Leben
József Törley wurde als Sohn von Valentin Schmierl in Szabadka (heute Subotica, Serbien) geboren. Sein Vater nahm im ungarischen Unabhängigkeitskrieg 1848/49 als Honvéd Leutnant teil und änderte seinen Namen in Bálint Törley.
József Törley besuchte zunächst die Schule in Szabadka und später die Handelsakademie in Graz, wo er mit dem französischen Schaumweinfabrikanten Teofil Roederer aus Reims Bekanntschaft machte. 1877 zog Törley nach Reims und arbeitete dort bei namhaften Champagnerkellereien, bei denen er sich mit der Herstellung auseinandersetzte und schließlich eine eigene Sektkellerei eröffnete. 1881 kehrte er in seine Heimat zurück und gründete am 1. August 1882 in Budafok (Promontor) eine Sektkellerei, die als erste in Ungarn Schaumwein nach der méthode champenoise herstellte. Bereits 1885 beschäftigte er 60 Mitarbeiter und produzierte 300.000 Flaschen im Jahr. Am 1. April 1896 wurde er von König Franz Joseph I. nobilitiert und zum K.u.k. Hoflieferant ernannt. Törleys Sekt wurde immer bekannter und erfreute sich auch international großer Beliebtheit. 1905 produzierte er bereits 1 Million Flaschen und war damit der größte Schaumweinproduzent der Donaumonarchie. Er exportierte nun nicht nur ins europäische Ausland (u. a. nach Frankreich), sondern auch nach Amerika, Asien und Australien.
Auf dem Weg zu einer önologischen Konferenz in Brüssel starb Törley unerwartet an einer Blinddarmentzündung in Ostende, da er im Vorfeld der Konferenz im belgischen Seebad noch einige Tage verbringen wollte. Seine Witwe ließ auf dem höchsten Punkt des Fabrikgeländes ein Mausoleum nach Plänen von Ray Rezső Vilmos errichten, wo er bestattet wurde.

## Quelle
Á. Z. Bernád: Törley von Csantavér, József. In: Österreichisches Biographisches Lexikon 1815–1950 (ÖBL). Band 14, Verlag der Österreichischen Akademie der Wissenschaften, Wien 2015, ISBN 978-3-7001-7794-4, S. 370. 